# رزیدنت ایول ۴ (بازی ویدئویی ۲۰۲۳)
رزیدنت ایول ۴ (به انگلیسی: Resident Evil 4) یک بازی ویدئویی در سبک ترس و بقا است که توسط شرکت کپ‌کام ساخته و منتشر شده است. این بازی به عنوان نسخه بازخلق‌شده رزیدنت ایول ۴ (۲۰۰۵) محسوب می‌شود که در تاریخ ۲۴ مارس ۲۰۲۳ برای پلتفرم‌های مایکروسافت ویندوز، پلی‌استیشن ۵، پلی‌استیشن ۴، اکس‌باکس سری اکس/اس و آی‌اواس منتشر شد. این نسخه به عنوان یک بازسازی از داستان بازی اصلی است که بازیکنان کنترل شخصیت لیان اس. کندی را به دست می‌گیرند که مأموریت نجات اشلی گراهام، دختر رئیس‌جمهور آمریکا را در یک دهکده اسپانیایی دارد که توسط گروهی ناشناس ربوده شده است.
بازی با واکنش‌های بسیار مطلوبی از سوی منتقدان همراه بود و توانست امتیاز ۹۳ را در سایت متاکریتیک کسب کند. این بازی در دو هفته نخست توانست چهار میلیون نسخه به‌فروش برساند که آن را به یکی از سریعترین فروش‌های عناوین رزیدنت ایول تبدیل کرد؛ از طرفی، بازی به‌دلیل صداپیشگی لیلی‌گائو به‌عنوان ایدا وانگ مورد انتقاد قرار گرفت.

## روند بازی
رزیدنت ایول ۴ یک نسخه بازسازی شده از عنوان رزیدنت ایول ۴ در سال ۲۰۰۵ است. از ویژگی‌های این بازی می‌توان به گیم پلی تیراندازی سوم شخص اشاره کرد که شبیه به نسخه اصلی است، مانند بازسازی نسخه‌های رزیدنت ایول ۲ (۲۰۱۹) و رزیدنت ایول ۳ (۲۰۲۰). تصاویر بازی رزیدنت ایول ۴ باز طراحی شده و فضای پرتنشی ایجاد کرده است که با شخصیت جدید و پس زمینه‌های جدید همراه است. بازیکن بعضی مواقع باید معماهای ساده‌ای را حل کند. در بعضی سکانس‌ها لیان باید از دختر رئیس‌جمهور به نام اشلی محافظت کند. در این بازی برای شخصیت اشلی از سیستمی استفاده می‌شود که ساده‌تر از نسخه اصلی است که در آن می‌توان به او دستور داد که نزدیک یا دور بماند.
همانند نسخه اصلی، بازیکنان می‌توانند تجهیزات و وسایل خود را در کیفی به نام (attache case) مرتب و سازماندهی کنند. در نسخه بازسازی شده، ویژگی جدیدی به نام سیستم دست‌ساز وجود دارد که از طریق آن بازیکنان می‌توانند با استفاده از منابعی که در طی بازی به دست می‌آورند، وسایل و مهمات خود را بسازند. تاجر مورد علاقه طرفداران نیز در این بازی حضور دارد که به بازیکن قابلیت خرید، تقویت سلاح، و مبادله آیتم را می‌دهد. او مأموریت‌های فرعی فراهم می‌کند که بازیکنان می‌توانند در طی داستان اصلی آن‌ها را به اتمام برسانند. همانند نسخه اصلی، تمرکز بازی بر روی شلیک به دشمنان و پر کردن خشاب است. در این نسخه، لیان می‌تواند همزمان حرکت کند و از سلاحش استفاده کند که به او این امکان را می‌دهد تا از حملات دشمن بگریزد، حتی زمانی که در حال شلیک است. لیان همچنین می‌تواند از طریق حملات تن به تن دشمنان خود را مجروح کند یا به عقب هل بدهد. مکانیزم دفاع مستقیم به او این اجازه را می‌دهد که حملات متقابل دشمنان را مسدود کند و دشمن به زمین افتاده را با چاقوی خود بکشد.
طراحی مراحل بازی از جمله دهکده، قلعه و جزیره بسیار خوب انجام شده و با تغییراتی مناسب در اکثر قسمت‌ها، همزمان حس نوستالژیک نسخه ۲۰۰۵ و یک بازی جدید و مدرن را به بازیکنان منتقل می‌کند، به بیان ساده‌تر بازی هم به نسخه اصلی وفادار است و هم یک تجربه جدید را برای بازیکنان به ارمغان می‌آورد.

## توسعه
پس از انتشار دو بازسازی از رزیدنت ایول ۲ در سال ۲۰۱۹ و رزیدنت ایول ۳ در سال ۲۰۲۰، بازیکنان انتظار انتشار نسخه چهارم به‌صورت بازسازی‌شده را توسط کپ‌کام داشتند؛ زیرا این بازی با نقدهای مثبتی در زمان خود به‌دلیل تغییر زاویه دوربین مواجه شده بود و بازانتشار آن به‌صورت یک نسخه بازسازی‌شده برای سخت‌افزارهای جدیدتر منطقی به‌نظر می‌رسید.
در سال ۲۰۱۸، پیش‌از انتشار دو بازی اول سری به‌عنوان عناوین بازخلق‌شده، کپ‌کام توسعه رزیدنت ایول ۴ را به‌صورت بازخلق‌شده آغاز کرد و یاساهیرو آنپو که در ساخت بازخلق‌های دوم و سوم نیز نقش دارد را به‌عنوان کارگردان این بازی انتخاب کردند. بازی به‌مانند دو عنوان بازخلق‌شده با موتور آرئی (RE Engine) توسعه می‌یافت که ساخت و طراحی محیط‌های چشم‌نواز و اتمسفریک را ممکن‌تر می‌ساخت. هدف کپ‌کام از ساخت این بازخلق، ارائه نزدیک‌ترین تجربه به نسخه‌اصلی بود؛ زیرا آن‌ها به‌دلیل انتقاداتی که در زمینه سانسور برخی محتویات بازخلق نسخه سوم دریافت کرده بودند، روی این موضوع متمرکز شدند.
پس از رسیدن توسعه بازی به نقطه‌ای مهم، رسماً از این عنوان در رویداد پایه‌بازی (State of Play) پلی‌استیشن (برند) رونمایی شد و ساخت محتوای انحصاری برای پلی‌استیشن وی‌آر۲ به‌همراه بازی رزیدنت ایول روستا نیز تأیید شد.
در ابتدا توسعه‌دهندگان از انتشار بازی برای پلی‌استیشن ۵، ایکس‌باکس سری‌ایکس و سری‌اس و مایکروسافت ویندوز خبر داده بودند که چند ماه بعد، انتشار بازی برای پلی‌استیشن ۴ نیز تأیید شد.
در نزدیکی انتشار بازی یک نسخه‌آزمایشی (Demo) نیز برای بازخلق رزیدنت ایول ۴ تأیید شد که اوایل بازی را قابل‌بازی می‌کرد.